# Initiative populaire « pour une politique d'asile raisonnable »
L'initiative populaire « pour une politique d'asile raisonnable » est une initiative populaire suisse, déclarée nulle par le Parlement le 14 mars 1996.

## Contenu
L'initiative demande d'ajouter un article 69quarter à la Constitution fédérale pour limiter le droit d'asile à un accueil temporaire « aux étrangers dont la vie, l'intégrité corporelle ou la liberté sont mises en danger dans leur pays d'origine en raison de leur race, de leur religion, de leur nationalité, de leur appartenance à un groupe social déterminé ou de leurs opinions politiques ». Selon le texte proposé tout réfugié entré clandestinement en Suisse serait expulsé immédiatement et toutes les demandes d'asile devraient être tranchées par la Confédération dans les six mois.
Le texte complet de l'initiative peut être consulté sur le site de la Chancellerie fédérale.

## Déroulement

### Récolte des signatures et dépôt de l'initiative
La récolte des 100 000 signatures nécessaires a débuté le 15 janvier 1991. Le 6 juillet de l'année suivante, l'initiative a été déposée à la chancellerie fédérale qui l'a déclarée valide le 28 août.

### Discussions et recommandations des autorités
Dans son rapport rendu le 22 juin 1994, le Conseil fédéral relève que cette initiative viole « la substance même des principaux traités multilatéraux dans les domaines du droit des
réfugiés et des droits de l'homme », les personnes entrées clandestinement devant être refoulées immédiatement sans possibilité de recours et sans examen de leur cas, mettant ainsi potentiellement leur vie en danger.
En accord avec le Conseil fédéral, le Parlement juge que l'initiative ne respecte pas les droits de l'homme et la déclare nulle le 14 mars 1996.

## Effets
Présentée en même temps que cette initiative, une autre proposition intitulée « contre l'immigration clandestine » est déposée par l'Union démocratique du centre pour demander le refus du droit d'asile pour les personnes entrées clandestinement dans le pays. Cette initiative, validée par le Parlement, sera cependant rejetée en votation le 1er décembre 1996.